# Fontanna Neptuna w Gdańsku
Fontanna Neptuna – zabytkowa fontanna w Gdańsku, która powstała z inicjatywy burmistrza Bartłomieja Schachmanna i rady miejskiej. Stoi w najbardziej reprezentacyjnej części Gdańska – na Długim Targu, przed wejściem do Dworu Artusa.

## Historia
W 1549 przed Dworem Artusa istniała bliżej nieznana studnia, być może już z metalowymi dekoracjami. Znajdowała się ona nieco bliżej Motławy.
Gdańscy rajcy postanowili wznieść bardziej reprezentacyjny obiekt. Jako jeden z pierwszych do stworzenia nowej fontanny zgłosił się Jakub Kordes z Lubeki, ale z niewyjaśnionych przyczyn nie otrzymał zlecenia. Nowa fontanna stanęła w nowym miejscu, aby oglądana od frontu wkomponowała się w środek fasady Dworu Artusa, od strony Bramy Zielonej była widoczna na tle ściany Ratusza Głównego Miasta i wylotu ul. Długiej, od strony ul. Długiej zamykała perspektywę Drogi Królewskiej. Neptun – bóg morza – miał być zwrócony przodem ku kamienicom, które były siedzibą królów polskich w czasie ich pobytu w Gdańsku oraz miał mieć pochyloną przed nimi głowę. Fontanna miała być podłączona do podziemnych rur, którymi woda byłaby pompowana z Potoku Siedleckiego przez działający przy Targu Siennym Kunszt Wodny, jednak ciśnienie okazało się zbyt niskie.

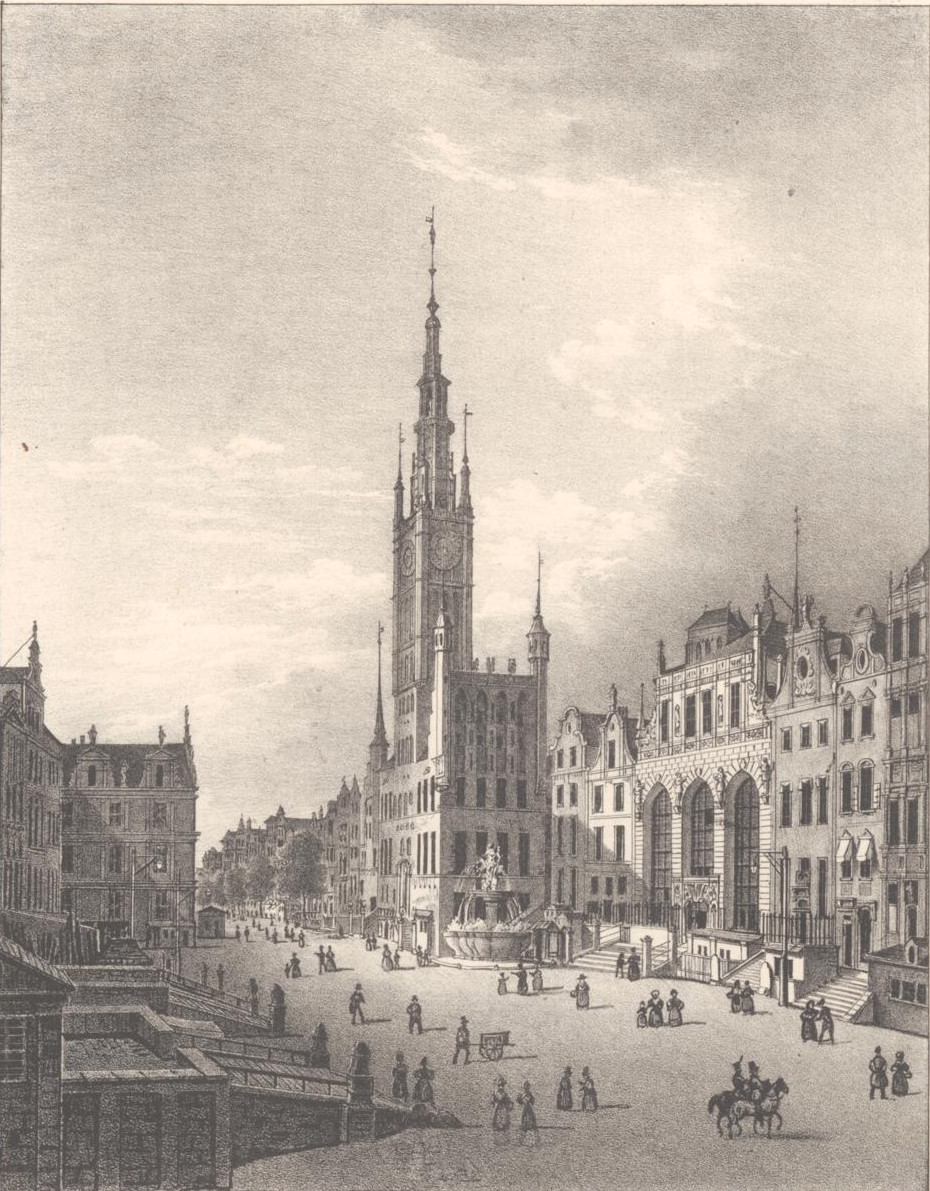
Fontanna Neptuna z otoczeniem w 1838

W latach 1606–1615 trwały prace projektowe, rzeźbiarskie i odlewnicze. Projekt figury przedstawiającej Neptuna stworzył architekt i rzeźbiarz Abraham van den Blocke (ur. 1572, zm. 1628). Model figury został wykonany przez Flamanda Piotra Husena, ponieważ van dem Blocke nie poradził sobie z przygotowaniem modelu do odlewu. Rzeźba została odlana w brązie w 1612, w miejskiej odlewni w Gdańsku, z użyciem formy ludwisarza Gerdta Benninga, choć jej wizerunek znalazł się na obrazie „Alegoria handlu gdańskiego” już w 1609 roku. Masa figury wynosi 650 kg. Czasza oraz trzon, na której stoi posąg, są również autorstwa Abrahama van den Blocke. Czasza została wykonana z „czarnego kamienia” (belgijskiego czarno-niebieskiego marmuru), trzon z czarnego tufu. Elementy architektoniczne fontanny nawiązują do manieryzmu flamandzkiego. Instalacje wodne zamontował Ottmar von Wettner, nowy układ zasilania wodą opracował Adam Wijbe. Zbiorniki zostały umieszczone na poddaszu Ratusza Głównego Miasta i Dworu Artusa. Początkowo fontanna była czynna tylko w niektóre dni lata. Wynikało to z konieczności każdorazowego napełniania zbiornika na poddaszu, co miało miejsce do drugiej połowy XIX wieku, gdy po założeniu w Gdańsku nowoczesnego wodociągu i kanalizacji podłączono do nich fontannę.
Pierwotnie fontanna była kolorowa. Jej uruchomienie nastąpiło dopiero 9 października 1633, z wielu przyczyn: przebudowy Dworu Artusa, problemów ze szczelnością instalacji, wojny trzydziestoletniej i śmierci Abrahama van den Blocke. Fundament wymurował mistrz murarski Reinhold de Clerk, rzeźbiarz Wilhelm Richter zmontował fontannę. Rok później powstała żelazna krata otaczająca basen, również zaprojektowana przez Abrahama van den Blocke. Inauguracja działania fontanny miała miejsce 23 marca 1634.
Manierystyczna w swej koncepcji figura rzymskiego boga mórz i oceanów – Neptuna zbudowana jest w oparciu o łamaną linię (nawiązanie do figury serpentinata), przeznaczona jest do oglądania ze wszystkich stron. Wygląd rzeźby wskazuje na to, że autor znał rzeźby antyczne: głowa Neptuna przypomina głowę z posągu konnego Marka Aureliusza, zaś tors jest być może nawiązaniem do Torsu Belwederskiego.
W latach 1757–1761 Jan Karol Stender wykonał nowe fragmenty basenu i trzonu, a mistrz kowalski Jakub Barren uzupełnił i odnowił zniszczoną kratę, dodając polskie orły i herby Gdańska. Fontanna otrzymała wtedy bogato zdobiony styl rokokowy. Pompa służyła wówczas mieszkańcom, sprzedawcom i dorożkarzom.
W 1927 fontannę poddano renowacji. W 1936 usunięto orły, na których konserwatorzy fontanny pozostawiali swoje sygnatury. Uszkodzona w czasie II wojny światowej i następnie dla ochrony przed zniszczeniem na polecenie prof. Ericha Volmara zdemontowana i wywieziona do Parchowa k. Bytowa, a czaszę i podstawę zamurowano cegłami. Zaginął wówczas trójząb i płetwa konia morskiego pełniąca rolę „listka figowego”. Po 1945 została odrestaurowana i ponownie uruchomiona 22 lipca 1954. W 1954 odkuto z piaskowca rekonstrukcje rzygaczy i przykryto ołowianą blachą wewnętrzną powierzchnię czaszy. Na stałe uruchomiono fontannę 22 lipca 1957.
Kolejny remont fontanny, obejmujący kompletną rozbiórkę postumentu i rzeźby Neptuna, ich renowację oraz montaż nowoczesnego systemu uzdatniania wody i atrakcji wodnych z oświetleniem, trwał od września 2011 do kwietnia 2012.
Od lat 80. XX w. problemem były powtarzające się kradzieże płetwy konia morskiego zakrywającej części intymne posągu. Ostatecznie konserwator rzeźby podjął decyzję, aby została ona wykonana z kruchego materiału o niskiej wartości. Dzięki temu sam posąg jest mniej narażony na uszkodzenia podczas prób kradzieży płetwy.

## Galeria

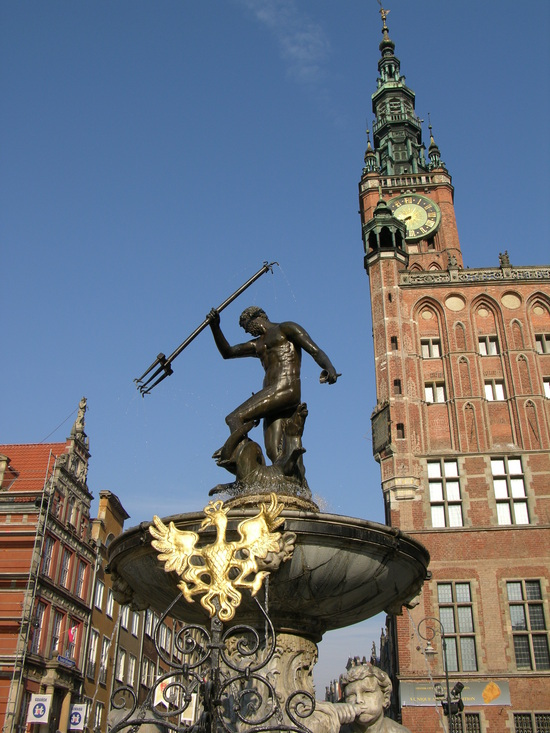
Na tle Ratusza Głównego Miasta
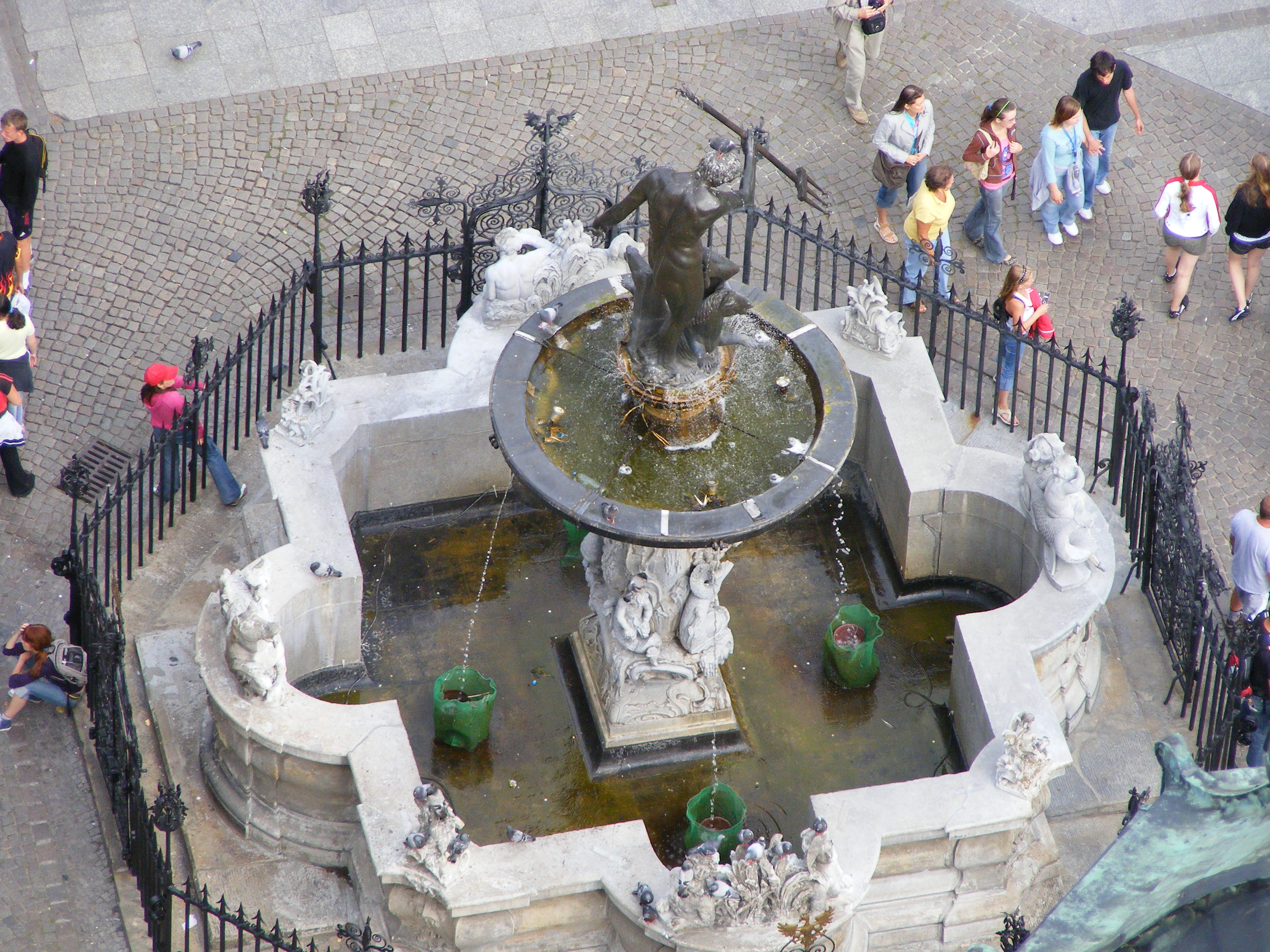
Widok z wieży Ratusza Głównego Miasta
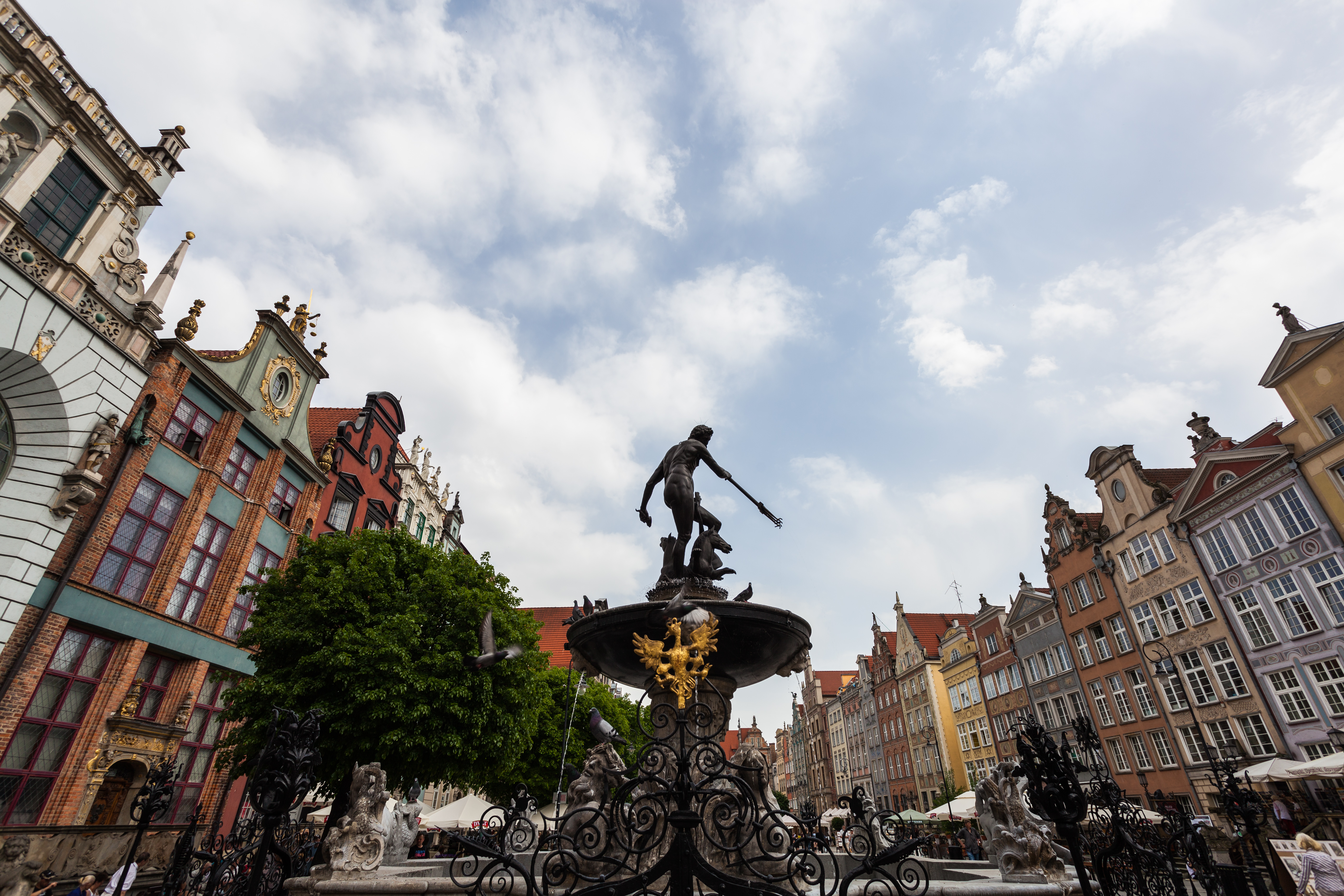
Widok od strony ul. Długiej
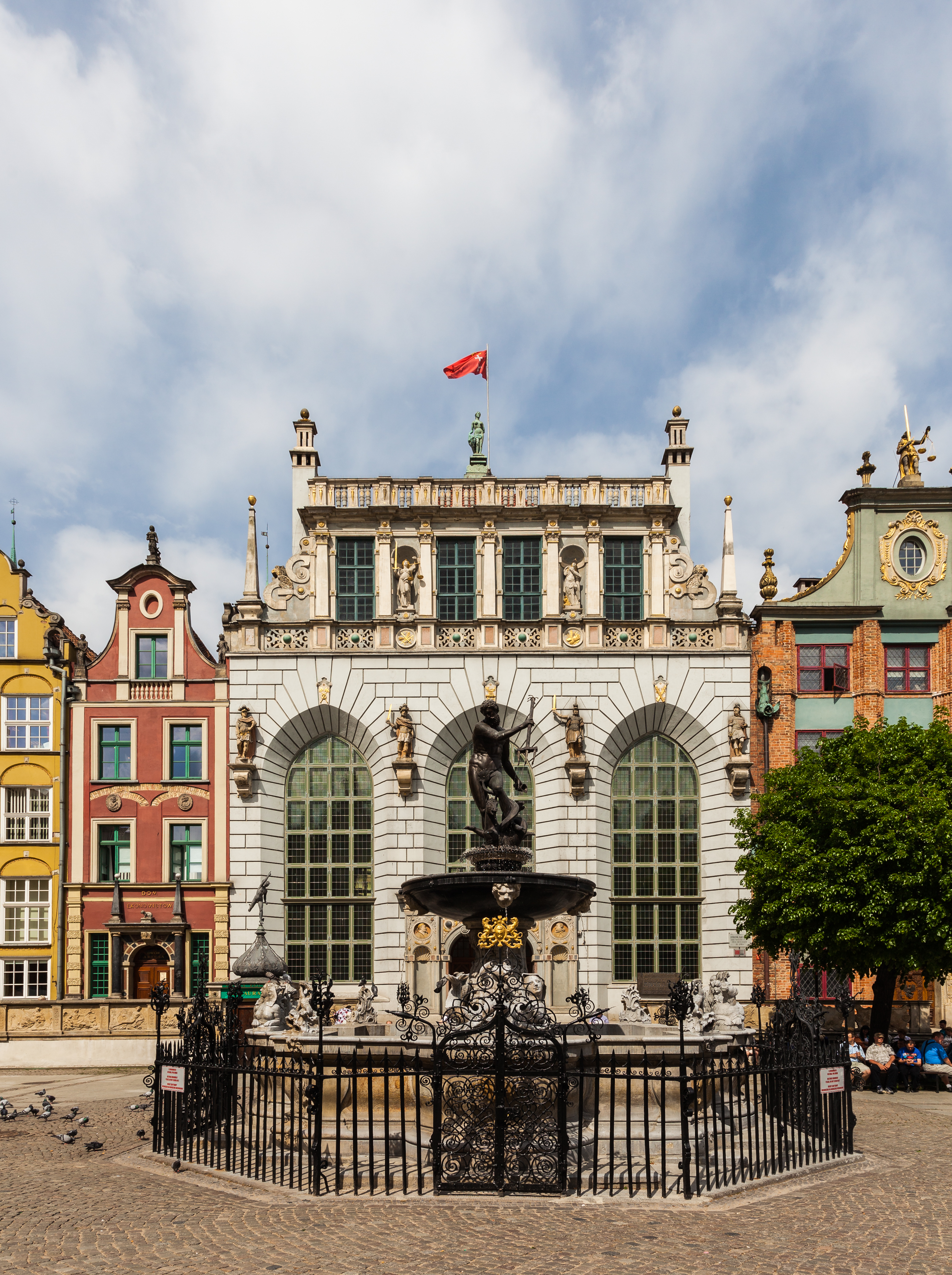
Widok z przodu
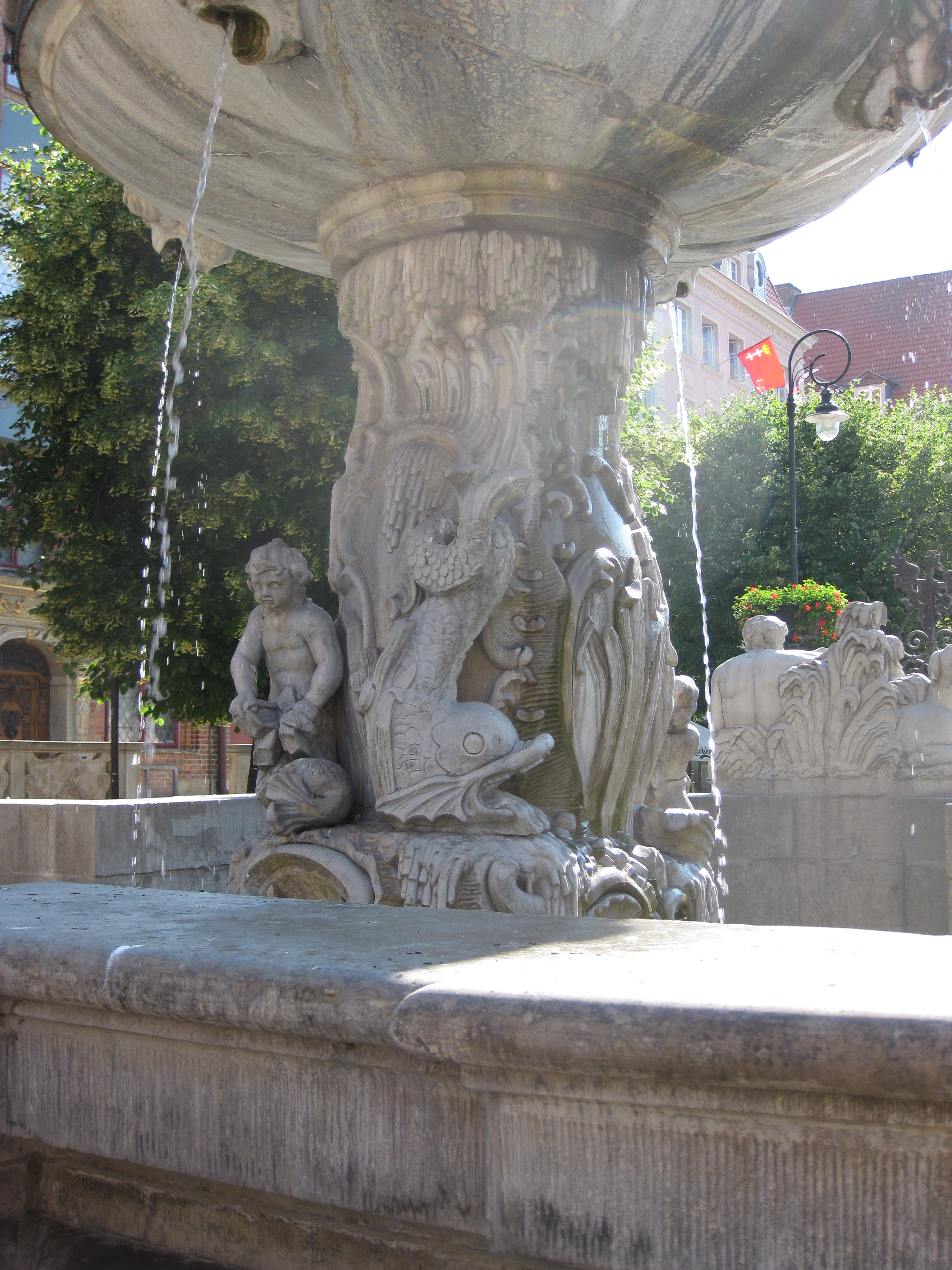
Trzon
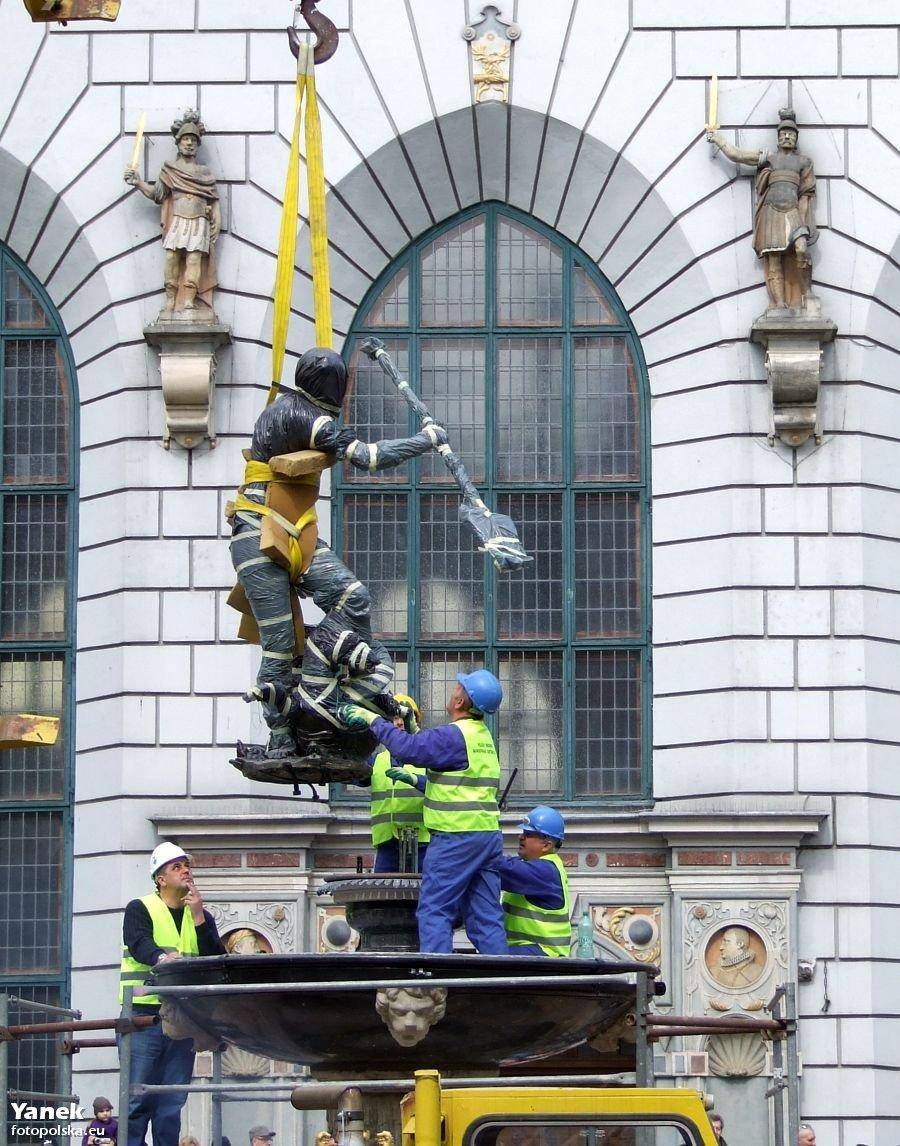
Montaż po remoncie, 2012
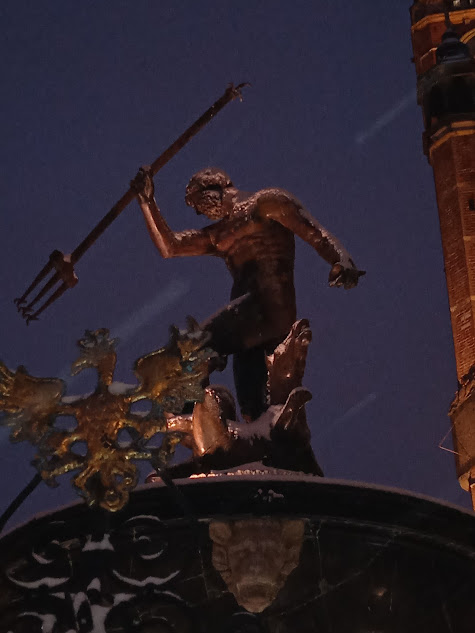
Neptun Nocą (2022)